# 林哲夫
林哲夫（1932年12月14日—2023年8月22日），中華民國（台灣）旅居加拿大僑民，物理學家及政治人物，台灣獨立運動人士，曾代表民主進步黨以僑選身份當選為第三屆立法委員。
2023年8月22日於加拿大多倫多病逝，享耆壽92歲。

## 城鄉宣教運動
自1982年起，林哲夫將城鄉宣教運動（英語：Urban Rural Movement, URM）及中性第三者（英語：Third-Party Neutral, TPN）與開放空間技巧（英語：Open space technology, OST）等技術納入台灣長老教會傳道師訓練的一部分。城鄉宣教運動幫助基層教會關注社會議題，聚焦分析社會困境，以愛心體恤人民苦難，促成以草根組織規劃有效的社會運動。城鄉宣教運動，連結教會與社會，協助原住民等弱勢群體爭取權益。如，1988年的推導吳鳳銅像事件，便是由受URM影響的牧師與原住民青年發動。 1990年代，林哲夫更引入吉恩·夏普的公民防衛術（英語：Civilian-Based Defense, CBD）強化運動者街頭抗爭能力。

### 註腳
1. ↑  簡錫堦. . 苦勞網. 2007-07-11  [2023-04-02]. （原始内容存档于2023-04-02） （中文（臺灣））. 獨立的台灣主體並不應該是鐵板一塊，不該是排他的沙文社會。我們需要更多像林義雄先生、林哲夫先生這樣慈悲、寬厚的獨立運動領導人，誠心將多元差異整合入公民的共識，才能說服這塊土地上的各種住民認同台灣，也才能使民主的精神建設成為統一的最後一道防線。
2. ↑  . 立法院. 2013-07-23  [2023-10-25]. （原始内容存档于2019-04-07） （中文（臺灣））.
3. ↑  . 民視新聞網. 2023-08-23  [2023-08-25]. （原始内容存档于2023-08-25）.
4. 1 2  林婉婷. . 2023-09-01  [2023-10-25] （中文（繁體））.
5. ↑  . 台灣獨立建國聯盟.   [2023-10-25]. （原始内容存档于2023-10-26）.
6. ↑  林婉婷. . 2023-09-01  [2023-10-25] （中文（繁體））.

### 文獻
- . 賴永祥長老史料庫.   [2023-10-25]. （原始内容存档于2021-10-27）.